# Огурски езици
Огурски (тур. Oğur grubu; други понятия на бълг.: хуно-алтайски, българо-тюркски, булгарски, хуно-български, хуно-тюркски и др.) са група изчезнали езици (без чувашкия), говорени главно в степната зона на Източна Европа.

## Класификация
Спорна е класификацията им в алтайското езиково семейство, като редица автори ги причисляват към тюркските езици, но други смятат, че са били по-близко до монголските, или по-скоро, че са представлявали обособена група разположена между монголските и тюркските езици. В миналото са били класифицирани неправилно и като дял от уралското езиково семейство. Тези езици представляват загадка за езикознанието, понеже с изключение на чувашкия, те не са достатъчно писмено засвиделствани. Не е известно как са били свързани помежду си. Не е ясно дали чувашкият език произлиза от някой от изчезналите огурски езици или е близък на тях съседен език. Самата подгрупа е конструирана почти напълно на базата на предположения и съществуването ѝ като цяло е хипотетично. Съществуват и някои белези, които свързват отделни езици от тази подгрупа с тунгусо-манджурските, енисейските и индоевропейските езици.

### Сведения на древни автори и пътешественици
Няколко средновековни учени и пътешественици забелязват близостта между отделни езици в огурската езикова група в момент, когато те все още са живи езици. 

В обширните пътеписи на ал Истахри от Х в. сл. Хр. се сравнява прабългарския език във Волжка България с езиците на съседните народи: 
"...езикът на българите прилича на езика на хазарите, а буртасите имат различен език, така както езикът на русите не е същият като езика на хазарите и буртасите." 
Ибн Хаукал е арабски географ от Х в. сл. Хр., който пътешества в периода 943 - 969 г. Той отново потвърждава, че "езикът на българите наподобява езика на хазарите".
Персийският учен-енциклопедист, историк и лингвист ал Бируни (973 – 1048) отбелязва в своите трудове, че езикът на прабългарите и сабирите e смесица между тюркски и хазарски.

### Съвременни схващания
Традиционно български и световни лингвисти, филолози и историци приемат, че тази група обединява хазарски, хунски, тюрко-аварски (да не се бърка със съвременния аварски език) и чувашки език, тъй като споделят общи отлики с останалите тюркски езици.
Огурските езици включват:
- хунски език – мъртъв
- чувашки език – говори се в източната част на Европейска Русия.
- прабългарски език – мъртъв
- хазарски език – мъртъв
- тюрко-аварски език – мъртъв

## Езикови особености
- Депалатализация на палатализираните пратюркски съгласни /ŕ/, /ĺ/ > /r/, /l/ във всички позиции. В останалите тюркски езици /ŕ/ > /z/, /l/ > /š/. Така в огурските езици на общотюркско /z/ съответства /r/, а на общотюркско /š/ съответства /l/. Това явление се наблюдава широко в чувашкия, a има следи от него и в някои прабългарски думи, запазени в съвременния български език и сърбохърватски език. Такива са например:
  - шаран (*siāŕagan „шаран, змей“ ~ sazaɣan в останалите тюркски езици, но е и заемка от прабългарски в унгарски: sárkány „змей“)
  - шиле (от пратюркски корен *sīĺ „острие, зъб“, със значение „животно с млечни зъби, агънце, малка камила“; в останалите тюркски езици *sīĺ > шиш, siš).
- Палатализация на /s/, /t, d/ пред /i/, /ї/ в началото на думата.
- Преход на *j- в африката ǯ-/č- – характерен също така за сибирските тюркски езици – якутски, тувински, хакаски, шорски и за някои къпчакски езици – казахски, киргизки, карачаево-балкарски.
- Преход /е/ > /а/.
- Единични остатъци от пратюркските дълги гласни.